# Fernando, Duque de Parma
Fernando I (em italiano: Ferdinando Maria Filippo Lodovico Sebastiano Francesco Giacomo di Borbone; Parma, 20 de janeiro de 1751 – Fontevivo, 9 de outubro de 1802) foi Duque de Parma, Placência e Guastalla de 1765 até 1801, quando cede o ducado à França no Tradado de Aranjuez.

## Início de vida
Filho de Filipe I de Parma e Luísa Isabel da França, nasceu no Palácio Ducal de Colorno, era considerado o neto favorito do rei Luís XV da França. Sendo neto por via masculina do rei Filipe V de Espanha, era também Infante de Espanha.
A nova duquesa, mãe de Isabel, faz um desvio por Versalhes, a fim de visitar o seu pai, o rei Luís XV da França, assegurando-se do seu apoio político. Luísa Isabel consegue arranjar casamentos favoráveis e bem-sucedidos para suas duas filhas, a mais velha Isabel de Parma com o futuro imperador do Sacro Império Romano-Germânico e a filha mais nova Maria Luísa de Parma com o jovem Duque de Borgonha, futuro rei da França (casamento que não se veio a concretizar por morte do jovem duque).
Em 1763 Isabel de Parma, primeira esposa de José da Áustria morre em Viena vitima de varíola, deixando seu marido e seu irmão mais novo inconsolável.
Em 1765, Filipe I de Parma morreu e Fernando subiu ao trono do Ducado de Parma e Placência com apenas 14 anos de idade.
No mesmo ano, o arquiduque José da Áustria, cedendo as pressões de sua mãe, a imperatriz Maria Teresa da Áustria, pretende se casar novamente. Maria Luísa, irmã da falecida Isabel de Parma é escolhida como a pretendente. Esta união não veio a concretizar por que Maria Luísa tinha sido prometida ao Infante Carlos de Espanha futuro Rei de Espanha como Carlos IV de Espanha.
Sob a influência de sua mãe, Fernando foi educado pelo abade Étienne Bonnot de Condillac e por Auguste de Keralio, ambos eram fortes apoiadores das idéias iluministas francesas, mas não necessariamente bons tutores.

## Casamento
A França e a Espanha tentaram organizar o casamento de Fernando. Guillaume du Tillot, o primeiro-ministro em exercício, exprimiu a sua preferência por Maria Beatriz d'Este, filha do Duque de Módena Hércules III: à morte deste, os dois ducados (e ainda o Ducado de Massa e Carrara) ficariam reunidos nas mãos de Fernando.
O duque de Choiseul, secretário de estado de Luís XV, propôs a princesa Matilde de Orleães, uma noiva particularmente rica, mas a Espanha logo repudia a proposta. Pela sua parte, o imperador romano-germânico José II (viúvo de Isabel de Parma, irmã mais velha de Fernando) calculou que se o ducado permanecesse sem herdeiro, conseguiria reintegrá-lo nas possessões austríacas.
Por fim, a corte de Viena acabou por convergir as opiniões de todos ao propor como noiva a arquiduquesa Maria Amália, filha da imperatriz Maria Teresa da Áustria e do defunto imperador Francisco I e irmã de José II, da rainha Maria Carolina de Nápoles e de Maria Antonieta, futura consorte de Luís XVI.
Em 21 de junho de 1769, Fernando, com 18 anos, pediu oficialmente a mão de Maria Amália, com 23 anos. Obtida a necessária dispensa papal em virtude do próximo grau de parentesco, o casamento é celebrado em Viena por procuração em 27 de junho de 1769. Maria Amália deixou a Áustria no dia 1 de julho de 1769 chegando a Mântua em 16 de julho, acompanhada de seu irmão o imperador José II. Fernando foi ao seu encontro e no decurso de uma cerimônia, o bispo confirmou o casamento em 19 de julho no Palácio Ducal de Colorno, seguindo-se festas espetaculares. O casal ducal chegou a Parma na manhã do dia 24.

## Reinado

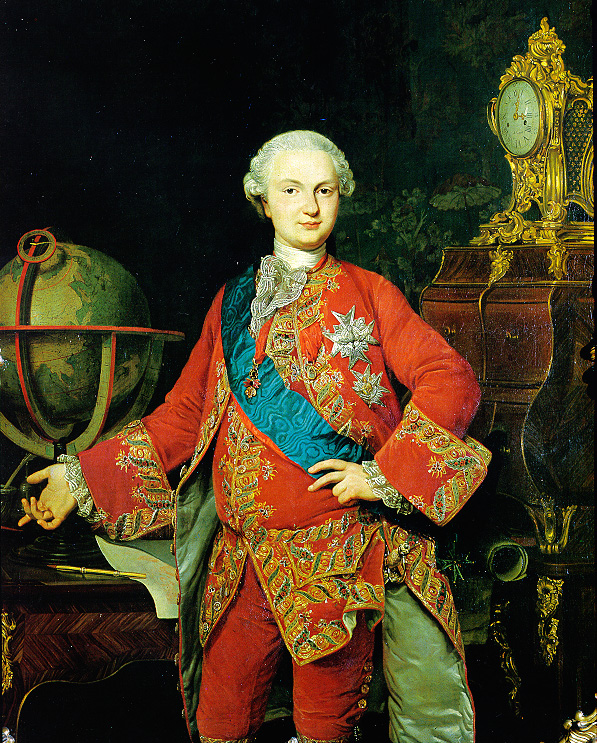
Fernando I

Desde 1759 que o ducado foi governando por Guillaume Du Tillot, o ministro instalado pela França. Tal como outras monarquias católicas (Portugal, França e Espanha), Fernando expulsou os jesuítas mas dada a sua extrema religiosidade, resistiu até 1768.
À sua chegada, Maria Amália pretendeu substituir a anterior influência franco-espanhola pela da sua terra natal, opondo-se frontalmente ao primeiro-ministro. Apesar da oposição da França, da Espanha e até da Áustria, este é substituído por um novo ministro, o espanhol José Augustin de Llano, fortemente empenhado em melhorar a situação financeira do ducado, dada a vida desordenada do casal ducal. Mal acolhido, o ministro espanhol foi demitido (1772), o que provocou um breve corte de relações entre as três potências e Parma. A reconciliação tem lugar alguns meses mais tarde aquando do nascimento do príncipe herdeiro.
Com as alterações trazidas pela Revolução Francesa e a execução dos seus cunhados, os reis de França, de quem Maria Amália era próxima, fazem dos duques de Parma inimigos irredutíveis dos revolucionários.
Apesar de Fernando se declarar neutral, assinou um pacto secreto com a Áustria, em 13 de maio de 1794.
En 1796, Napoleão Bonaparte, a quem fora designado o exército de Itália, ocupou Placência, Parma e, por fim, Milão. São impostas fortes contribuições e o ducado passou a permitir a passagem das tropas estrangeiras.
Pelo Tratado de Aranjuez, celebrado em 21 de março de 1801 entre a França e a Espanha, confirmando os termos do terceiro Tratado de Santo Ildefonso. Adicionalmente, Fernando concordou em ceder o Ducado de Parma (com Placência e Guastalla) à França. O filho de Fernando, Luís, recebia o Grão-ducado da Toscana, que se tornaria o Reino da Etrúria. Fernando III, o grão-duque Habsburgo da Toscana, foi compensado com os territórios secularizados do Arcebispado de Salzburgo, redenominado Eleitorado de Salzburgo.
Fernando morreu em Parma com a idade de 51 anos, suspeitando-se sue tenha sido envenenado embora as autoridades francesas atribuam as causas da morte a outras razões. No leito da morte, ele designa o seu filho Luís (que se encontrava em Espanha) como sucessor, nomeando um conselho de regência presidido pela sua mulher Maria Amália, que se opunha firmemente aos termos do Tratado de Aranjuez, no que respeitava ao seu ducado. A regência durou apenas alguns dias e o Ducado de Parma foi anexado à França.

## Descendência

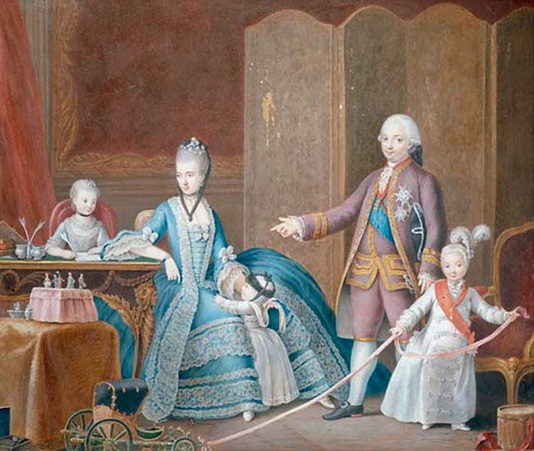
A família de Fernando I

De seu casamento com Maria Amália da Áustria teve os seguintes filhos:
| Nome                         | Pintura | Nascimento                                       | Morte                                                               | Observações |
| ---------------------------- | ------- | ------------------------------------------------ | ------------------------------------------------------------------- | --- |
| Carolina de Parma            |         | Palácio Ducal de Colorno, 22 de novembro de 1770 | Castelo de Dresden, 1 de março de 1804                              | Casou-se em 1792 com Maximiliano, Príncipe-herdeiro da Saxônia e tiveram oito filhos.                                                     |
| Luís I da Etrúria            |         | Palácio Ducal de Colorno, 5 de julho de 1773     | Palácio Pitti, Florença, 27 de maio de 1803                         | Príncipe de Piacenza e o primeiro rei da Etrúria. Casou-se em 1795 com sua prima Maria Luísa de Espanha e tiveram dois filhos.            |
| Maria Antônia de Parma       |         | Palácio Ducal de Colorno, 28 de novembro de 1774 | Convento de Sant'Agata em Trastevere, Roma, 20 de fevereiro de 1841 | Ela estava noiva de um príncipe da Casa de Saboia, mas ele morreu e tornou-se uma freira Ursulina em 1803 com o nome de Irmã Luísa Maria. |
| Maria Carlota de Parma       |         | Palácio do Jardim Ducal, 1 de setembro de 1777   | Convento dos Santos Domingos e Sisto, Roma 6 de abril de 1813       | Tornou-se freira dominicana em 1797 com o nome de Irmã Jacinta Domenica.                                                                  |
| Filipe Maria de Parma        |         | Palácio Ducal de Piacenza, 22 de março de 1783   | Palácio Ducal de Colorno, 2 de julho de 1786                        | Príncipe de Guastalla, morreu aos três anos devido ao escorbuto.                                                                          |
| Maria Antônia Luísa de Parma |         | Palácio Ducal de Colorno, 21 de outubro de 1784  | Palácio Ducal de Colorno, 22 de outubro de 1785                     | Morreu com um ano de idade devido à varíola.                                                                                              |
| Maria Luísa de Parma         |         | Palácio Ducal de Piacenza, 17 de abril de 1787   | Palácio do Jardim Ducal, 22 de novembro de 1789                     | Morreu aos dois anos de idade devido a pleurisia.                                                                                         |
| Filho                        |         | 21 de maio de 1789                               | 21 de maio de 1789                                                  | Natimorto. |
| Filha                        |         | 21 de maio de 1789                               | 21 de maio de 1789                                                  | Gêmea do acima, natimorta. |